# El dragón de Su Majestad
El dragón de Su Majestad es el primer libro de la saga Temerario de la escritora estadounidense Naomi Novik. Fue publicado en el año 2005.
En 2007 ganó el Compton Crook Award en el género Ciencia ficción/Fantasía durante el 2006. Siendo otorgado así como el primer autor en dicho género en ganarlo.
El libro fue también nominado para el Hugo Award como mejor novela en el 2007, pero perdió contra Al final del arco iris de Vernor Vinge.

## Introducción
La historia transcurre durante una versión alternativa de las guerras napoleónicas, en donde los dragones no solamente existen sino que a su vez son usados en las guerras en Asia y Europa. Estas criaturas en esta historia tienen uso de razón e inteligencia, por lo que tienen sus propios razonamientos y pensamientos. La serie de libros se centran principalmente en Temerario (el nombre del dragón) y su dueño o compañero, Will Laurence. Este primer libro se centra en como Laurence, que es capitán en la Royal Navy, se convierte en el dueño de Temerario y empieza su entrenamiento para la batalla contra las tropas aéreas de Napoleón.

## Historia
El dragón Temerario es uno de los personajes centrales junto con su aviador, Will Laurence, que es un oficial del Royal Navy el cual toma parte en la captura del huevo del dragón de una nave Francesa que iba de regreso a su país. Después de nacer se descubre que el dragón es una especie rara de la China y la captura por parte de los ingleses es considerada un crimen.
A lo largo de la historia, el Capitán Laurence se va ajustando a su rol de aviador, algo distinto al de oficial de una nave. Poco a poco va aprendiendo como se entrenan a los dragones, se les da de comer y técnicas de combate. Se van introduciendo a la sociedad de aviadores.